# Incze József
Incze József (Szeged, 1959. március 16. –) magyar színész.

## Életpályája
1981-ben végzett a Színház- és Filmművészeti Főiskolán Kazimir Károly osztályában. 1981–1994 között a Thália Színházhoz szerződött, később pedig az Arizona Színház tagja volt. 1994-től a Soproni Petőfi Színház művésze volt, majd az Újszínház tagja lett. Nagyon sok színházban játszott vendégművészként, többek között, a Bartók Kamaraszínházban, a Gyulai Várszínházban, a Madách Színházban, és a IBS Színpadon. A magyar Beatles-színészzenekar egyik tagja.

## Színpadi szerepei
- Longfellow: Hiawata....
- Bulgakov: A Mester és Margarita....Második nyomozó
- Satrov: Égszínkék lovak, vörös füvön....
- Kassák Lajos: Egy ember élete....II. forradalmár
- Verebes István: Kettős ünnep....Nagyapa; Tarka Józsi
- Bertolt Brecht: Kispolgári nász....A barát
- Brecht: A nevelő úr....Fritz
- Fedor-Szilágyi-Rátonyi: Miss Arizona....Rozsnyai Pipi
- Hacks: Ádám és Éva....Ádám
- Fallada: Mi lesz veled, emberke?....Pinneberg
- George Bernard Shaw: Vissza Matuzsálemhez....Konrád; Kígyó; Pygmalion
- Cseres Tibor: Parázna szobrok....Tömössy Aladár
- Tabi László: Pardon egy percre....
- Békés Pál: Egy kis térzene....Ezerjóska
- Csingiz Ajtmatov: Az évszázadnál hosszabb ez a nap....Dzsolamán
- Hofmannsthal: Akárki....Akárki cimborája
- Maurice Maeterlinck: A kék madár....Tűz
- Lev Tolsztoj: Háború és béke....Anatol Kuragin herceg
- Kazimir Károly: Szép asszonyok egy gazdag házban....Narrátor
- Mezei András: Magyar kocka....ĺró
- Boccaccio: Dekameron....
- Iszaak Emmanuilovics Babel: Alkony....Levka
- Pelle János: Casanova....Casanova
- Kellér-Verebes: Kellér....
- William Shakespeare: Lóvátett lovagok....Biron
- Jász István: Turcsi Vilcsi barátai....Cerkóf Ferkó
- Fodor-Lakatos: Helyet az ifjúságnak....György
- Molière: Gömböc úr....Eraste
- Misarin: Ezüstlakodalom....Gej Alekszandr Iljics
- Szophoklész: Antigoné....Haimón
- Arisztophanész: Gazdagság....Karion
- Munkácsi Miklós: Mindhalálig Beatles....Ricsi
- Victor: Egy komisz kölök naplója....Schmidt
- Karvaa: Gyönyörök kedden éjfél után....Donald
- Tamási Áron: Ördögölő Józsiás....Józsiás
- Kander: Az év asszonya....Nyikolaj Balasnyikov
- Harsányi Zsolt: A bolond Ásvayiné....Ásvay Zoltán
- Tersánszky Józsi Jenő: Kakuk Marci....Kakuk Marci
- Moretti: Három majom a pohárban....Bobo
- Vian: Mindenkit megnyúzunk....Jacques
- Georges Feydeau: A női szabó....Bassinet
- George Bernard Shaw: Segítség! Orvos!....Louis Dubedat
- Friedrich Dürrenmatt: Meteor....Hugo Nyffenschwander
- Benny Andersson - Björn Ulvaeus: Chess (Sakk)....Walter
- Della Porta: A szolgálólány....
- Kander: The Rink....Lino
- Molnár Ferenc: Liliom....Ficsur; Kapitány; Linzmann; Öreg rendőr
- Neil Simon: Pletykák....Ken
- Ruzante: A csapodár madárka....Tonin
- Schwartz: Pipin....A játékmester
- Jean-Paul Sartre: Piszkos kezek....Hugo
- Kálmán Imre: Zsuzsi kisasszony....Péterfi
- William Shakespeare: A makrancos hölgy....Petruchio
- Agatha Christie: Az egérfogó....Trotter
- Papp Gyula: Az első sírásó....Katona; Nepper
- Peter Shaffer: Black Comedy....Brindsley
- Carlo Goldoni: Mirandolina, te drága....Ripafratta
- Luigi Pirandello: IV. Henrik....Belcredi báró
- Hervé: Nebáncsvirág....Loriot
- Schisgal: Szerelem, Ó!....Milt
- Monnot: Irma, te édes!....
- Örkény István: Kulcskeresők....Fóris
- Nóti Károly: Hyppolit, a lakáj....Nagy András
- Ghelderode: Vörös mágia....Armador lovag
- Heltai Jenő: Naftalin....Laboda Péter
- Frayn: Ugyanaz hátulról....Roger Tramplemain Garry Lejeune
- Vadnay László: A csúnya lány....Kelemen
- Dosztojevszkij: Karamazovok....Szmergyakov
- Friel: Vészfék....Jack McNeilis
- Szikora-Szomor-Vinnay: Katonadolog....Laktanya parancsnok
- Strindberg: Hitelezők....Gustaf
- Benjamin Jonson: Volpone....Corbaccio
- William Somerset Maugham: Imádok férjhez menni....William Cardew
- Tamási Áron: Ábel....Márkus barát; Éliás; János; Pap
- Wittlinger: Ismeri a Tejutat?....Ruth
- Örkény István: Tóték....Az őrnagy
- Gvadányi József: A peleskei nótárius....
- Szirmai Albert: Mágnás Miska....Miska
- Friedrich Schiller: Ármány és szerelem....Wurm
- Huszka Jenő: Lili bárónő....Malomszegi báró
- Békés-Rozgonyi: Szegény Lázár....Nemes
- Mamet: 'Sale' (Floridai öröklakás eladó)....Shelly Levene
- Ödön von Horváth: A végítélet napja....Ferdinand
- Barillet-Grédy: A kaktusz virága....Julien
- Tennessee Williams: A vágy villamosa....Mitch
- Brandon Thomas: Charley nénje....Sir Francis Topplebee
- Simon: A különterem....Claude
- Jean Anouilh: Becket avagy Isten becsülete....A pápa
- Heltai Jenő: Az édes teher... Hogyan adtam férjhez a feleségemet?....Kartács Sándor
- Kálmán Imre: A Montmartre-i ibolya....Florimond
- Sarkadi Imre: Oszlopos Simeon....Jób
- Thuróczy Katalin: Kerített város....Stock Steffl
- Tennessee Williams: Az ifjúság édes madara....Fly
- Kemény Gábor: Casting....Tábori
- Ray Cooney: Páratlan páros....Stanley Curtiz
- Reginald Rose: Tizenkét dühös ember....10. esküdt
- Gyurkovics Tibor: Nagyvizit....Cziegler
- Békeffi István: A régi nyár....Trafina
- Anton Pavlovics Csehov: Három nővér....Prozorov Andrej Szergejevics
- Márai Sándor: Egy úr Velencéből....Balbi
- Bergman: Társasjáték New Yorkban....David
- Honoré de Balzac: Pajzán históriák avagy a művészet hatalma....Mester
- Mészöly Miklós: Az atléta halála....Mint Mesnyák
- Móricz Zsigmond: Légy jó mindhalálig....Török bácsi
- Pozsgai Zsolt: A szűz és a szörny....Herceg

## Filmjei

### Tévéfilmek
- Szerelmem, Elektra (1980)
- Glória (1982)
- Faustus doktor boldogságos pokoljárása (1982)
- A tönk meg a széle (1982)
- Buborékok (1983)
- Mint oldott kéve (1983)
- Hamlet (1983)
- Györgyike, drága gyermek (1983)
- Linda (1984-1989)
- Szellemidézés (1984)
- Máz (1986)
- Zenés TV Színház (1986)
- Egy szerelem három éjszakája (1986)
- T.I.R. (1987)
- Randevú Budapesten (1989)
- Vadkacsavadászat (1989)
- Tükörgömb (1990)
- Pénzt, de sokat! (1991)
- Família Kft. (1991)
- Kutyakomédiák (1992)
- Privát kopó (1992)
- Frici, a vállalkozó szellem (1993)
- Kisváros (1993)
- Öregberény (1994)
- TV a város szélén (1998)
- Az öt zsaru (1998-1999)
- Tavasz, nyár, ősz (2007)
- Barátok közt (2003-2004 és 2017)
- Tűzvonalban (2009)
- Marslakók (2012)
- Hacktion: Újratöltve (2012)
- Kossuthkifli (2015)
- Drága örökösök (2019)

### Játékfilmek
- Szeret-e még? (1984)
- Vakvilágban (1987)
- A halálraítélt (1989)
- A csalás gyönyöre (1992)
- Halál sekély vízben (1994)
- Magyar vándor (2004)
- A Hold és a csillagok (2005)
- Téves hívás (2012)

## Mindhalálig Beatles
Amikor még a Thália Színházban játszott, megalapították a The Beatles tiszteletére az úgynevezett „Magyar Beatles” nevű színészzenekart. A tagok: Incze József, Győri Péter, Mikó István, Forgács Péter. A zenekarnak frontembere nem volt.

## Elismerései, díjai
- Őze Lajos-díj
- Gyulai Várszínház, Közönségdíj
- Arizona Színház, Thália-gyűrű (1993)
- eMeRTon-díj (1993)[2]
- Soproni Petőfi Színház, Kabos Gyula-díj (1997)